# スウェーデン女王クリスティーナの騎馬像
『スウェーデン女王クリスティーナの騎馬像』（スウェーデンじょおうクリスティーナのきばぞう、西: Cristina de Suecia, reina, a caballo、英: Queen Christina of Sweden on Horseback）は、17世紀フランスの画家セバスチャン・ブルドンが1653 - 1654年にキャンバス上に油彩で制作した肖像画である。肖像のモデルとなっているスウェーデン女王クリスティーナからスペイン王フェリペ4世に贈られた作品で、1666年に公式な肖像画としてマドリード旧王宮に掛けられた。現在は、マドリードのプラド美術館に所蔵されている。

## 作品
フランスの王立絵画彫刻アカデミーの12人の創設者の1人にもなっているブルドンは、ローマで模倣家としての才能で知られるようになった。彼は、バンボッチャンティと呼ばれたローマ在住の北方の画家たちのような風俗画を描く一方で、やはりローマに居住してたニコラ・プッサンにも影響を受け、宗教画や歴史画も描いた。1652年にスウェーデンに赴いたブルドンは女王クリスティーナに仕え、優雅な肖像画も制作している。
ブルドンは数々のクリスティーナの肖像を描いたが、本作は屋外の騎馬肖像として際立っている。グレーの衣服を身に着けた女王は棹立ちの馬にまたがっているが、それは17世紀における彼女の地位と権力を象徴し、馬を制御する彼女の毅然としたさまは統治者としての能力を表している。馬上の鷹の存在は、彼女の高貴さを示唆している。というのは、狩猟は王侯貴族のための訓練であったからである。
この絵画は、三十年戦争においてクリスティーナがスペインと同じカトリック側であるということをフェリペ4世に再認識させるために意図され、贈られたものである。絵画の制作後、女王は退位し、スペイン王家の助力でカトリックに改宗している。なお、彼女は、本作以外にもフェリペ4世にアルブレヒト・デューラーの『アダムとイヴ』 (プラド美術館、マドリード) を贈った。
本作は最近、修復され、プラド美術館の「ミューズの間 (Sala de las musas)」に展示されている。

## ギャラリー

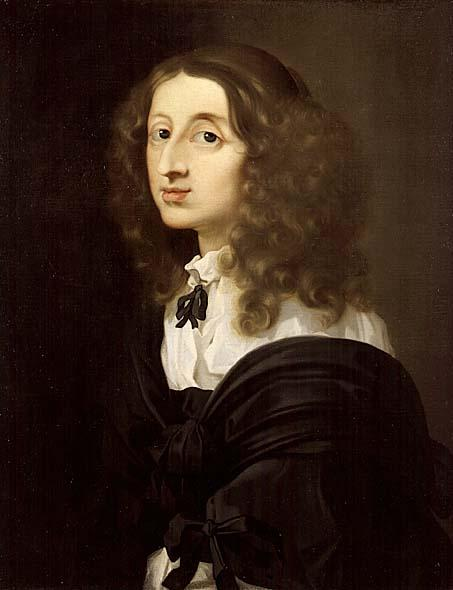
『スウェーデン女王クリスティーナ』、ストックホルム国立美術館
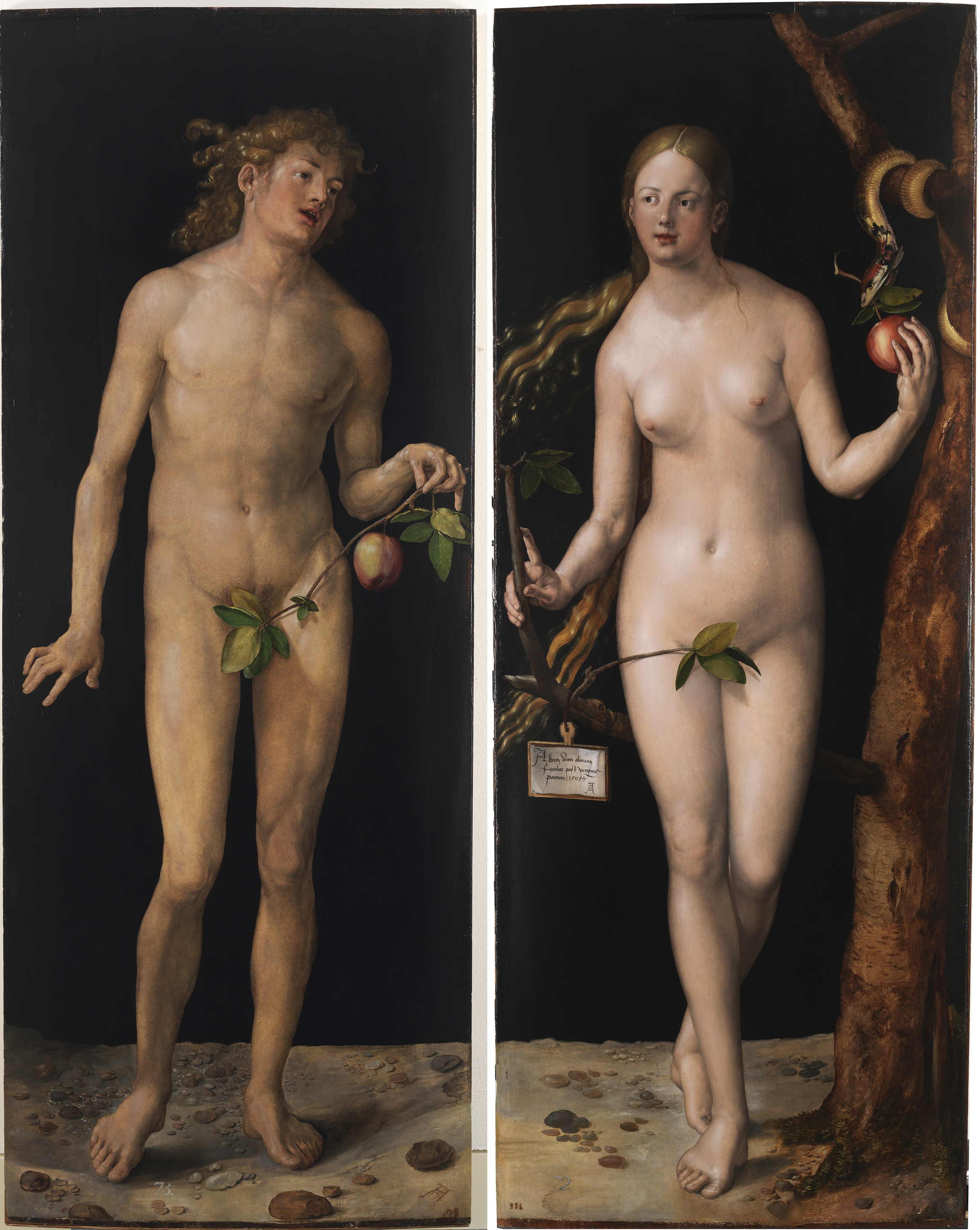
アルブレヒト・デューラー『アダムとイヴ』、プラド美術館、マドリード